# Herbert Zimmermann (journaliste)
Pour les articles homonymes, voir Zimmermann.
Herbert Zimmermann, né le 29 novembre 1917 et mort le 16 décembre 1966, est un journaliste sportif allemand.
Il est notamment commentateur de la finale de la Coupe du monde de football 1954, remportée par l'équipe de RFA. Son commentaire sur le but vainqueur de la RFA inscrit par Helmut Rahn est entré dans la culture populaire allemande.

## Biographie
Durant la Seconde Guerre mondiale, Herbert Zimmermann participe en qualité d'officier et commandant de char, dans la 22e Panzerdivision, à la guerre germano-soviétique. Il participe aux batailles d'encerclement de Minsk et Viazma ainsi qu'à la conquête de la Crimée et des pays baltes. Il est évacué en avril 1945 à travers la mer Baltique de la poche Courlande. Son dernier rang était capitaine. Il a reçu la Croix de fer deuxième et de première classe (1941) et l'Insigne des blessés en argent (1942).
  
Grièvement blessé et devenu temporairement journaliste, Zimmermann participe à la diffusion d'un match entre Berlin et Munich au stade olympique de Berlin.

En février 1945, il est décoré de la Croix de chevalier de la Croix de fer.
La NWDR (future Norddeutsche Rundfunk) l'engage en 1948.
La finale de la Coupe du monde de football 1954 est retransmise en direct à la radio allemande. Le commentaire de Zimmermann lors du dernier but est passé à la postérité : « Rahn est encore loin mais il arme sa frappe… il va tirer… il tire et but ! But ! But ! L'Allemagne est championne du monde ! ». De son commentaire, les Allemands retiennent également ses mots juste après le coup de sifflet final : « Aus, aus, aus! Das Spiel ist aus! Deutschland ist Weltmeister! » soit « Fini, fini, fini ! Le match est fini ! L'Allemagne est championne du monde ! ». Zimmermann, qui avait été tiré au sort pour commenter le match, est considéré en Allemagne comme un reporter « mythique », voire comme « le douzième homme de Berne ».

## Littérature secondaire
- Werner Raupp: Toni Turek – "Fußballgott". Eine Biographie, Hildesheim: Arete 2019  (ISBN 978-3-96423-008-9), p. 124–128, 107–112.